# Søren Vang Rasmussen
Søren Vang Rasmussen (født 1949) er uddannet cand. mag. i samfundsfag og geografi og har været ansat som rektor for flere videregående uddannelsesinstitutioner.

## Biografi
Søren Vang Rasmussen var fra 1973 ansat ved læreruddannelsen KDAS, hvor har var tillidsrepræsentant i en årrække. Han engagerede sig stærkt i fagforeningsarbejdet, og blev på denne baggrund valgt som formand for Dansk Magisterforening i 1989. Han forlod denne post i 1993, hvor han afløstes af Per Clausen, fordi han var blevet valgt som formand for Akademikernes Centralorganisation, en post han bestred i perioden 1993-1997, hvor han i oktober måned fratrådte efter at have konstateret, at han blandt medlemsorganisationerne ikke længere havde fuld opbakning til sin forhandlingsstrategi.
Fra 1998 – 2000 var han var han rektor for Haderslev Seminarium, men da dette i år 2000 blev en del af CVU Sønderjylland overtog han rektorposten der, indtil læreruddannelsen blev underlagt professionshøjskolerne.  Ved oprettelsen af professionshøjskolerne i 2008 indgik CVU Sønderjylland i det nye professionshøjskolen University College Syd, og Søren Vang Rasmussen blev rektor for fusionen. I 2010 blev han medlem af Vækstforum i Region Syddanmark. I januar 2011 blev UC Syd fusioneret med UC Vest i University College Syddanmark, og også her blev Søren Vang Rasmussen udnævnt som rektor. I 2012 gik han på pension med henvisning til, at de strukturelle udfordringer for Professionshøjskolerne krævede et generationsskifte. 
Søren Vang Rasmussen har 5 børn, blandt disse Anne Vang.